# Dödens väg (rollspel)
Ett äventyr till rollspelet Drakar och Demoner publicerat av Äventyrsspel 1989.